# أوين توماس
أوين توماس (بالإنجليزية: Owen Thomas)‏ هو جندي وسياسي بريطاني (وحمل سابقاً جنسية المملكة المتحدة لبريطانيا العظمى وأيرلندا)، ولد في 18 ديسمبر 1858 في كاروغ في المملكة المتحدة، وتوفي في 6 مارس 1923. في الانتخابات العمومية البريطانية 1918 ‏، انتخب عضو برلمان المملكة المتحدة الـ31 عن دائرة ينيس مون (14 ديسمبر 1918 – 26 أكتوبر 1922) وفي الانتخابات العامة في المملكة المتحدة 1922 ‏، انتخب عضو برلمان المملكة المتحدة الـ32 عن دائرة ينيس مون (15 نوفمبر 1922 – 6 مارس 1923).